# Estación Juárez Celman
Estación Juárez Celman es una ciudad situada en el departamento Colón, provincia de Córdoba, Argentina.
Se encuentra a una distancia de 19 km desde el centro de la ciudad de Córdoba, se conecta con ésta mediante la Ruta Nacional 9 y el ferrocarril de cargas General Belgrano.

## Población
La población se formó gracias al tendido del ferrocarril y a empresas formadas dentro de la zona. Esa localidad debe su nombre a Miguel Juárez Celman, quien fuera Presidente de la República Argentina entre 1886 y 1890.  
Ha experimentado un gran crecimiento poblacional a raíz las oportunidades que existen del desarrollo económico y las grandes extensiones de tierra que la ciudad posee, especialmente en barrio Villa Los Llanos. Adquirió la categoría de Municipio en diciembre de 1990, al unirse dos comisiones vecinales de fomento ya existentes, los barrios Juárez Celman y Parque Norte. Desde 2008, tras el censo provincial es considerada ciudad.
Integra la región Metropolitana de la ciudad de Córdoba, cumpliendo la función de "ciudad dormitorio", ya que gran parte de la población obtiene su sustento fuera del municipio, en su mayoría en la ciudad capital, y principalmente en el sector informal de la economía.
Está compuesta por nueve barrios los cuales son: Barrio Juárez Celman, Barrio IPV 24 de Enero, Barrio Luján, Barrio Villa Los Llanos, Barrio Parque Norte, Barrio Almirante Brown, Barrio Ciudad de los Niños, Barrio 1 de Agosto y Barrio Villa Pastora. El núcleo poblacional más antiguo es Barrio Juárez Celman, formado en torno a la estación del ferrocarril, en el "km 18".
Almirante Brown y Villa Pastora son barrios colindantes con el ejido de la ciudad de Córdoba. Parte de la población reside actualmente en "Barrio Ciudad de los Niños", que se ubica junto a Barrio Parque Norte, y fue creado con posterioridad a la realización del censo nacional 2001.
Integra el aglomerado denominado Villa Los Llanos - Juárez Celman junto con la localidad de Estación Juárez Celman, ambas localidades cuentan con una población total de 5,973 habitantes (Indec, 2010).

## Transporte
La empresa Ersa presta el servicio de transporte público, con una frecuencia de 15 o 20 minutos en hora pico. Además, la ciudad cuenta con servicio de remises. 

## Salud
La ciudad cuenta con cinco centros de salud, equipados con instrumentos de última generación, amplias especialidades médicas y con atención las 24 h en Barrio Villa Los Llanos o Barrio Parque Norte (CIC - Centro Integrador Comunitario). La Ciudad cuenta con servicio de EMERGENCIAS MÉDICAS MUNICIPAL (499 5200) compuesto por una central de llamados y dos ambulancias completamente equipadas.

## Desarrollo económico
A principios de 2011, el Ministerio de Economía de la Nación aprobó el proyecto para desarrollar un Parque Industrial. El mismo se comenzará a llevar a cabo hacia fines de 2011 o principios de 2012 luego de una fuerte gestión del Intendente Municipal. En la ciudad existen varias empresas tales como: Benito Roggio Ferroindustrial, Frigorífico Bustos y Beltrán, Indacor, entre otras. 
En el mes de febrero, se celebra la Fiesta Criolla, un evento que tiene por finalidad fortalecer las raíces de culturales de la gente, brindar un importante espacio de encuentro y difusión para los destacados artistas folclóricos locales y además colaborar con diferentes instituciones intermedias de la ciudad que se ven beneficiadas por la convocatoria de una gran cantidad de público. Algunos de los invitados en ciertas ediciones fueron Los Tekis, Raly Barrionuevo, Roxana Carabajal, entre otros más.

## Educación
A principios de la década, la ciudad contaba con dos centros de educación inicial y primaria. Tras las gestiones municipales, se construyeron nuevas escuelas tanto de nivel primario como medio. Actualmente, Estación Juárez Celman cuenta con cinco escuelas primarias con sus respectivas salas de 4 y 5 años y un colegio secundario modelo con capacidad para 600 alumnos. Además, éste tiene un anexo en barrio Ciudad de los Niños que funciona por la noche debido a la limitada capacidad para contener tres niveles en horario diurno.

## Religión
En el aspecto religioso, cuenta con varias iglesias católicas y evangélicas. También, hay un templo mormón de La Iglesia de Jesucristo de los Santos de los Últimos Días que inició sus operaciones el 17 de mayo de 2015, en lo que alguna vez fue la casa de la familia Vernetti, una de las familias más importantes de la zona.

## Medios de Comunicación
"La Estación" es la radio de la ciudad y emite su señal en Frecuencia Modulada (FM) en el dial 87.9. Cuenta con programación propia. Su contenido es informativo y musical; los programas son amplios y para una audiencia heterogénea. El lanzamiento fue el 12 de octubre de 2011.
Además, el municipio emite mensualmente una gacetilla denominada "La Ciudad" que llega junto a los hogares de los vecinos.
Canal 2 "Norte Cable Color" es el encargado de la distribución de la televisión por cable (además de otras firmas privadas). Canal 2 tiene programación con contenido local y los hechos más importantes de la ciudad son emitidos por esa señal.

## Jefes de Gobierno (Intendentes)
José Prunotto (1991-1995 / 1995-1999 / 1999-2003)*
Jorge Daniel Cortéz (2003-2007 / 2007-2011)
Myrian Prunotto (2011-2015 / 2015-2019 / 2019-2023)
Matías Haro (2023-2024)
Fabián Reschia (2024-actualidad)
- Primer intendente municipal tras la declaración de municipio.

## Geografía

### Sismicidad
La sismicidad de la región de Córdoba es frecuente y de intensidad baja, y un silencio sísmico de terremotos medios a graves cada 30 años en áreas aleatorias. Sus últimas expresiones se produjeron:
- 22 de septiembre de 1908 (116 años), a las 17.00 UTC-3, con 6,5 Richter, escala de Mercalli VII; ubicación 30°30′0″S 64°30′0″O / -30.50000, -64.50000; profundidad: 100 km; produjo daños en Deán Funes, Cruz del Eje y Soto, provincia de Córdoba, y en el sur de las provincias de Santiago del Estero, La Rioja y Catamarca[4]

- 16 de enero de 1947 (78 años), a las 2.37 UTC-3, con una magnitud aproximadamente de 5,5 en la escala de Richter (terremoto de Córdoba de 1947)[3]

- 28 de marzo de 1955 (69 años), a las 6.20 UTC-3 con 6,9 Richter: además de la gravedad física del fenómeno se unió el desconocimiento absoluto de la población a estos eventos recurrentes (terremoto de Villa Giardino de 1955)

- 7 de septiembre de 2004 (20 años), a las 8.53 UTC-3 con 4,1 Richter

- 25 de diciembre de 2009 (15 años), a las 21.42 UTC-3 con 4,0 Richter